# Paral·lel 74° nord
El paral·lel 74° nord és una línia de latitud que es troba a 74 graus nord de la línia equatorial terrestre. Travessa Europa, Àsia, l'Oceà Pacífic, Amèrica del Nord l'oceà Atlàntic.

## Geografia
En el sistema geodèsic WGS84, al nivell de 74° de latitud nord, un grau de longitud equival a 30,779 km; la longitud total del paral·lel és de 11.080 km, que és aproximadament 27,6% de la de l'equador, del que es troba a 8.215 km i a 1.787 km del pol Nord
Com tots els altres paral·lels a part de l'equador, el paral·lel 74° nord no és un cercle màxim i no és la distància més curta entre dos punts, fins i tot si es troben al mateix latitud. Per exemple, seguint el paral·lel, la distància recorreguda entre dos punts de longitud oposada és 5.540 km; després d'un cercle màxim (que passa pel Pol Nord), només és 3.574 km.

## Durada del dia
En aquesta latitud, el sol és visible durant 24 hores i 0 minuts a l'estiu, i resta sota l'horitzó tot el dia en solstici d'hivern.

## Arreu del món
Començant al meridià de Greenwich i dirigint-se cap a l'est, el paral·lel 74º passa per:
| Coordenades                               | País, territori o mar       | Notes                                               |
| ----------------------------------------- | --------------------------- | --------------------------------------------------- |
| 74° 0′ N, 0° 0′ E / 74.000°N,0.000°E      | Oceà Atlàntic               | Mar de Groenlàndia Mar de Noruega                   |
| 74° 0′ N, 19° 48′ E / 74.000°N,19.800°E   | Mar de Barents              |                                                     |
| 74° 0′ N, 54° 35′ E / 74.000°N,54.583°E   | Rússia                      | Nova Terra – Illa Séverni                           |
| 74° 0′ N, 58° 17′ E / 74.000°N,58.283°E   | Mar de Kara                 |                                                     |
| 74° 0′ N, 83° 52′ E / 74.000°N,83.867°E   | Rússia                      | Illa Rastorgúiev                                    |
| 74° 0′ N, 84° 18′ E / 74.000°N,84.300°E   | Mar de Kara                 | Golf de Piasino                                     |
| 74° 0′ N, 86° 49′ E / 74.000°N,86.817°E   | Rússia                      | Península de Taimir, passa a través del Llac Taimir |
| 74° 0′ N, 111° 31′ E / 74.000°N,111.517°E | Mar de Làptev               | Passa al sud de Illa Gran Begitxev, Rússia          |
| 74° 0′ N, 135° 55′ E / 74.000°N,135.917°E | Rússia                      | Illes de Nova Sibèria – Illa de Stolbovói           |
| 74° 0′ N, 136° 13′ E / 74.000°N,136.217°E | Mar de Làptev               |                                                     |
| 74° 0′ N, 140° 19′ E / 74.000°N,140.317°E | Rússia                      | Illes de Nova Sibèria – Illa Petita Liakhovski      |
| 74° 0′ N, 141° 2′ E / 74.000°N,141.033°E  | Mar de la Sibèria Oriental  |                                                     |
| 74° 0′ N, 169° 43′ E / 74.000°N,169.717°E | Oceà Àrtic                  |                                                     |
| 74° 0′ N, 138° 42′ O / 74.000°N,138.700°O | Mar de Beaufort             |                                                     |
| 74° 0′ N, 124° 18′ O / 74.000°N,124.300°O | Canadà                      | Territoris del Nord-oest – Illa de Banks            |
| 74° 0′ N, 116° 36′ O / 74.000°N,116.600°O | Canal del Vescomte Melville |                                                     |
| 74° 0′ N, 98° 55′ O / 74.000°N,98.917°O   | Canadà                      | Nunavut – Illa Russell                              |
| 74° 0′ N, 97° 44′ O / 74.000°N,97.733°O   | Canal de Parry              |                                                     |
| 74° 0′ N, 95° 11′ O / 74.000°N,95.183°O   | Canadà                      | Nunavut – Illa Somerset                             |
| 74° 0′ N, 91° 1′ O / 74.000°N,91.017°O    | Canal de Parry              |                                                     |
| 74° 0′ N, 90° 3′ O / 74.000°N,90.050°O    | Canadà                      | Nunavut - Port Leopold                              |
| 74° 0′ N, 89° 57′ O / 74.000°N,89.950°O   | Estret de Lancaster         |                                                     |
| 74° 0′ N, 79° 0′ O / 74.000°N,79.000°O    | Badia de Baffin             |                                                     |
| 74° 0′ N, 56° 31′ O / 74.000°N,56.517°O   | Groenlàndia                 | Ikermiorsuaq                                        |
| 74° 0′ N, 24° 36′ O / 74.000°N,24.600°O   | Groenlàndia                 | Glacera de Waltershausen                            |
| 74° 0′ N, 21° 6′ O / 74.000°N,21.100°O    | Oceà Atlàntic               | Mar de Groenlàndia                                  |